# Стерео звук
Стерео звук, или чешће коришћен назив стерео, је метода репродукције звука која ствара илузију вишесмерне звучне перспективе. Ово се обично постиже коришћењем два или више независних аудио канала кроз конфигурацију два или више звучника (или стерео слушалица) тако да се створи утисак звука који се чује из различитих праваца, као што је случај са природним слухом.